# A Word from the Wise
A Word from the Wise è un EP autoprodotto del gruppo Pennywise. Pubblicato originariamente nel 1989 come 7", è stato ripubblicato nella raccolta Wildcard/A Word from the Wise, assieme al secondo EP, Wildcard.

## Tracce
1. Final Chapters – 2:26
2. Covers – 2:37
3. Depression – 1:50
4. No Way Out – 2:30
5. Gone – 1:54

## Componenti
- Jim Lindberg - voce
- Fletcher Dragge - chitarra
- Jason Thirsk - basso
- Byron McMackin - batteria